# Ferran de Lloaces i Peres
Ferran de Lloaces i Peres (Oriola, Regne de València, 1498 - València, 29 de febrer de 1568) va ser un eclesiàstic valencià, bisbe d'Elna (1542-1543), Lleida (1543 – 1553) i Tortosa (1553-1560), Arquebisbe de Tarragona (1560-1567) i patriarca d'Antioquia (1566). Va ésser elegit President de la Generalitat de Catalunya el 26 de novembre de 1559 en substitució de Pere Àngel Ferrer, per defunció. També és el màxim responsable de la creació del Bisbat d'Oriola la seva ciutat nadiua, la qual s'independitzà del Bisbat de Cartagena per motius polítics i lingüístics. El català es mantingué a Oriola com a llengua popular fins, almenys, el segle xviii.
Era fill de Roderic de Lloaces i estava doctorat en ambdós drets a Bolonya i París. Va tenir un paper molt important en l'oposició de les Germanies; va ser inquisidor a València i a Barcelona. El 1547 va fundar Sant Domènec una de les millors Universitats d'Espanya, avui dia Col·legi diocesà de prestigi, inspirat en el seu Col·legi d'Estudis de Dret, Col·legi d'Espanya de Bolonya.
Durant el seu mandat a la Generalitat, el recent coronat Felip II, continuà els enfrontaments amb la flota turca. Dins d'aquests episodis, el 29 de maig de 1560 el duc de Medinaceli i virrei de Sicília, Joan de la Cerda i Silva, és derrotat a les costes mediterrànies. D'altra banda, la Generalitat creà el càrrec d'advocat fiscal, confirmat a les Corts de Barcelona (1599).
Posteriorment al seu pas per la Generalitat, va ser arquebisbe de Tarragona (1560-1567), de València (1567-1568) i patriarca d'Antioquia (1566), nomenat per Pius V el 8 de febrer de 1566.
Va escriure l'obra De matrimonio regis Angliae (Bruges, 1528), dedicat a l'emperador Carles i en defensa de Caterina d'Aragó.